# Calvinet
Calvinet era una comuna francesa situada en el departamento de Cantal, de la región Auvernia-Ródano-Alpes. Desde el 1 de enero de 2019 es una comuna delegada y la sede de Puycapel.

## Geografía
Está ubicada a 20 km al sur de Aurillac.

## Historia
El 1 de enero de 2019 pasó a ser una comuna delegada y la sede de la comuna nueva de Puycapel al fusionarse con la comuna vecina de Mourjou.

## Demografía
| 527 | 524 | 491 | 408 | 404 | 432 | 471 | 517 | 462 |
| Para los censos de 1962 a 1999 la población legal corresponde a la población sin duplicidades (Fuente: INSEE [Consultar]) |     |     |     |     |     |     |     |     |